# たっくー&ナナフシギのツイ跡!都市伝説
『たっくー&ナナフシギのツイ跡!都市伝説』（たっくー・アンド・ナナフシギのツイせきとしでんせつ）は、2022年11月15日（11月14日深夜）から2023年9月13日（9月12日深夜）までCBCテレビで放送されていた深夜のバラエティ番組。放送時間は隔週火曜（月曜深夜）で、放送時間は不定となっている。
番組はTwitterで都市伝説の種（都市伝説となり得る噂）を募集し、追跡・検証するもので、YouTuberのたっくーとナナフシギがダブルMCを務める。両MCにとっては地上波放送初の冠番組となる。
また、地上波放送後動画配信プラットフォーム「Locipo」での見逃し配信やYouTubeでの同時配信が行われている。このほか、YouTubeでは限定コンテンツも配信されている。
なお、本番組内で使用されるBGMはYouTuber鈴木ゆゆうたの作曲である。

## 出演者
MC
- たっくー
- ナナフシギ
  - 大赤見ノヴ
  - 吉田猛々

秘書
- 都市子（長谷川愛実） - 番組最終回で名前が明かされている。

## コーナー
- 全国市区町村伝説 - 全国の特派員からリモートで話を聞き、都市伝説、市区伝説、町村伝説、その他に分類するコーナー。
- 都市伝説プレビュー（都市プレ） - Twitterで見つけた気になる場所にゲストディレクターが取材に行きVTRを制作。制作したVTRをMCの3人がチェックし、感想を言い合うコーナー。第9回よりゲストディレクターはプレゼンターに呼称が変更され、取材は番組スタッフが行っている。
- 今週の○○ - MCの3人が聞いてほしい話や見てほしいものを紹介するコーナー。

## 放送日程とゲスト
※スタジオゲストは都市伝説プレビューコーナーのロケにも出演（第5回・7回・8回はゲストに変わりロケ特派員が取材を担当）。コーナーゲストは全国市区町村伝説のコーナーに特派員としてリモート出演している。
| 放送日         | 放送回 | ゲスト（スタジオゲスト / コーナーゲスト）                        | 備考                                                                                    |
| -------------- | ------ | ---------------------------------------------------------------- | --------------------------------------------------------------------------------------- |
| 2022年11月15日 | 第01回 | とーや（コヤッキースタジオ） / いわお☆カイキスキー（怪談恐不知） |                                                                                         |
| 2022年11月22日 | 第02回 | ゆゆうた / ガンジー横須賀                                        | この回のみ翌週放送                                                                      |
| 2022年12月6日  | 第03回 | 牛抱せん夏 / ミルクティー飲みたい                                |                                                                                         |
| 2022年12月20日 | 第04回 | 吉田悠軌 / 石川典行                                              |                                                                                         |
| 2022年1月10日  | 第05回 | 柴田亜美 / Mtvマーシー                                           |                                                                                         |
| 2023年1月24日  | 第06回 | エド.com / MATT (MATT SHOW)                                      |                                                                                         |
| 2023年2月7日   | 第07回 | 桂正和 / 田辺青蛙                                                |                                                                                         |
| 2023年2月21日  | 第08回 | 世界ミステリーch / 田口達也 (Non Stop Rabbit)                    |                                                                                         |
| 2023年3月7日   | 第09回 | 大島てる / 山本洋介（怪談恐不知）                                |                                                                                         |
| 2023年3月21日  | 第10回 | 松嶋初音 / 中沢健                                                |                                                                                         |
| 2023年5月10日  | 第11回 | 中沢健 / BBゴロー                                                |                                                                                         |
| 2023年6月14日  | 第12回 | 三上丈晴 / ウマヅラ（ウマヅラビデオ）                            |                                                                                         |
| 2023年7月12日  | 第13回 | 村上ロック / ハニトラ梅木                                        |                                                                                         |
| 2023年8月9日   | 第14回 |                                                                  | 番組初のロケ企画「夏休み激アツ企画！期待値を限りなく上げるとUFOは降臨するのか？SP」前編 |
| 2023年9月13日  | 第15回 |                                                                  | ロケ企画後編。番組最終回                                                                |

## スタッフ
※ 2023年3月時点
- 企画・演出：関口ケント
- デザイナー：山上秀二
- リサーチ：岩本浩之、築地の健吾
- カメラマン：海部晃行、中嶋健
- 音声：岩佐治彦
- MA：株式会社ジーリンクスタジオ
- AD：久保田香純、星崎玲音
- AP：片岡佳奈
- ディレクター：松岡活美、大久保早紀
- 編成：稲垣邦広
- 宣伝：佐藤綾子
- プロデューサー：伊藤一、岩井富士夫、吉賀真幸、石井雅教
- チーフプロデューサー：長谷川琢也
- 制作協力：クリーク・アンド・リバー社
- 製作著作：CBCテレビ